# 加清純子
加清 純子（かせい じゅんこ、1933年〈昭和8年〉7月3日 - 1952年〈昭和27年〉1月23日）は、日本の画家。北海道札幌市出身。十代半ばにして北海道の道展を始めとする多くの展覧会に入選し、「天才少女画家」と呼ばれたが、満18歳で早世した。死因は自殺とされるが、その理由は不明である。後には渡辺淳一の代表作の1つである自伝的小説『阿寒に果つ』のモデルとして、また渡辺自身の初恋の相手として話題となった。父親は札幌市立幌北小学校の校長を務めた加清保、兄は札幌トヨペット副社長、北海道テレビ放送取締役、学校法人希望学園理事長を歴任した経営者・教育者の加清準。弟は詩人の暮尾淳（加清鍾）、伯父（母の兄）は創価学会の第二代会長の戸田城聖。

## 経歴
札幌市の教育者の家庭に誕生した。父の加清保は児童文化方面に貢献した人物で、児童向け雑誌『ひばり』（北日本社）を発行していた。純子は中学時代より、この『ひばり』に「じゅんこ」の筆名（目次では「加清ジュンコ」）で漫画を描くなど、画家としての才能の片鱗を見せていた。1947年（昭和22年）には純子の案による漫画本『水中もぐり』が発行された。
1948年（昭和23年）4月、中学2年生の頃に数枚の作品を携え、同郷の画家である菊地又男のもとを訪ねた。3度にわたる訪問に根負けし、菊地が純子に面会したところ、彼女の作品の1つ『ほうづきと日記』に純子の才能を感じ、彼女を師事することとなった。同1948年9月、純子はこの『ほうづきと日記』により15歳にして、道展で最年少で入選した。
菊地に師事した翌年の1949年（昭和24年）、中学3年生の夏休みを利用し、菊地の案内で北海道内を3泊4日の写生旅行で回った。阿寒湖を訪れた際には、純子は「こんな景色の中で死にたい」と語っていたという。
同1949年8月、第1回ユネスコ学生美術展で 『静物』で入選した。翌1950年（昭和25年）4月には、東京で開催された女流画家協会展覧会に出品した。同1950年の自由美術展には裸婦画『少女』で初入選した。初の中央の公募展での入選であり、画壇の重鎮たる自由美術展を17歳で突破した快挙であった。

『青銅文学』6号（1952年）、7号（1953年）。表紙は純子が手がけた。

高校2年時の1950年（昭和25年）の学制改革により、札幌女子高等学校から北海道札幌南高等学校に編入されて男女共学となり、渡辺淳一や荒巻義雄らと級友となった。荒巻によれば純子は同期のマドンナだったという。この時点で純子はすでに女流美術協会に所属し、道展にも入選したことで「天才少女」と呼ばれていた。その活躍が新聞でも報じられ、いわば「女王蜂」ともいえる存在だった。翌1951年（昭和26年）の冬が終わった頃、渡辺淳一と恋愛関係となった（後述）。
同校の後輩には、東京からの転校生である岡村春彦がいた。純子は岡村に興味を抱いたことで、岡村の主宰する文芸同人誌『青銅文学』に参加し、『二重SEX』と題した大胆な小説や、詩、随筆、挿絵などを寄せた。
1951年（昭和26年）1月には、札幌の大丸特設ギャラリーで初の個展「自由美術協会・女流作家協会所属 加清純子近作油絵個人展」が開催された。芳名帳には美術関係者やグループも含め、6日間で延べ約220人の記名があった。

### 失踪〜死
高校卒業を控えた1952年（昭和27年）1月16日、「当分、札幌の地を踏みたくない」との置き手紙を残し、行き先を告げずに、高校の制服姿で自宅を発った。1月18日には、渡辺淳一を含め、それまで交際した男性たちの家を密かに回り、雪の上に深紅のカーネーションを置いて、札幌を去った。
この純子の失踪は、札幌で起きた警察官射殺事件である白鳥事件と同時期であったことで、当局を緊張させた。純子の最後の恋人である岡村昭彦（後述）が地下運動員であったこと、純子の兄である加清準が学生運動のリーダーであったこと、純子の姉の加清蘭子の所属する俳句誌『青炎』の主催者である富岡木之介が左翼系文学グループである新日本文学会札幌支部のリーダーであったことから、純子は中国共産党へ密航したとの噂もあった。
自宅を発ってから6日目の1月22日に、純子は釧路市の雄阿寒ホテルに宿泊した。ここは師の菊地又男と写生旅行で宿泊した場所でもあり、従業員に「1人で冬景色を描きに来た」と語っていた。翌23日に、純子は「阿寒湖を見に行く」と言って雪の中を発った。これが地元の者の知る純子の最後の足取りであり、純子はそれきり消息を絶った。自室には未完成の阿寒湖の風景画が3枚、イーゼルに残されていた。

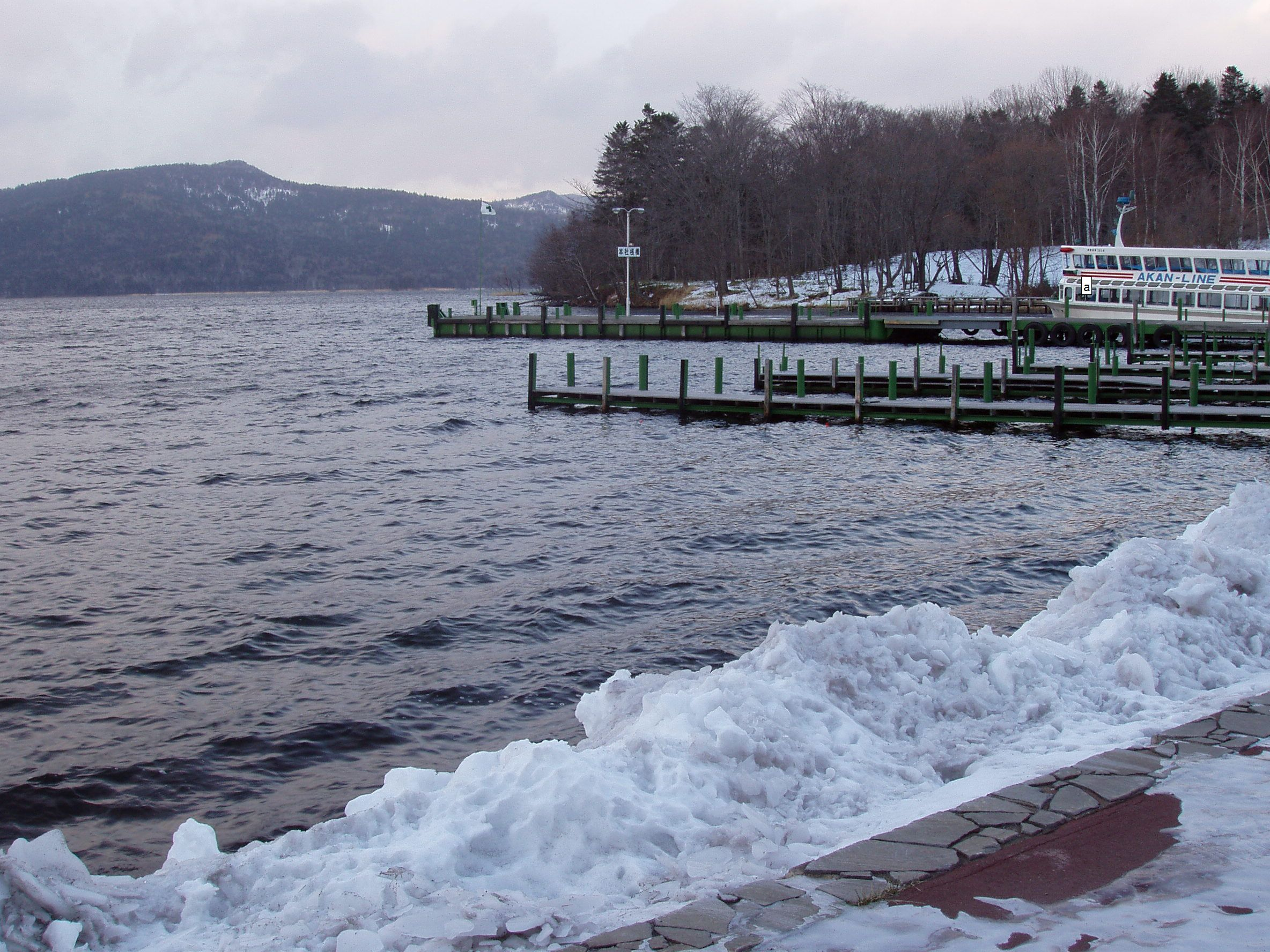
冬季の阿寒湖畔（2004年12月）

警察と地元民が協力して、その後の純子の足取りを捜索したが、1月の現地は雪が深く、捜索は難航した。以前にも2度の自殺未遂があったことから、自殺の可能性も示唆された。失踪して間もない1月30日時点での知人男性の証言によれば、1月中旬に純子に会った際に「阿寒に行って死ぬ」と言われたが、純子は人を驚かすような軽口を叩くことが多いため、信じてはいなかったという。
2月に入ると、医師法違反で釧路刑務所に勾留中であった岡村昭彦と、失踪直前の1月17日、19日、21日と3回にわたって面会していたことが判明し、純子の失踪はさらに謎が深まった。21日の面会時には、岡村は純子に保釈運動を願い、金が5万円ほど必要と金策を頼んだところ、純子は「5万円くらいならなんとかできる」「今日は弟子屈へ行って、26日ごろ帰る」と答えたという。兄の加清準は母親にせがまれ、何人もの占い師のもとを回り、高額な鑑定料のもとに「大丈夫、生きている」と高言されていた。
約3か月が経過して雪解けの時期を迎えた後、同1952年4月14日、阿寒湖の湖畔より6キロメートルの地点で、純子が凍死体で発見された。周囲には赤いコート、ベレー帽、たばこの箱、アドルム（催眠剤）の瓶などが円を描いて並べられていた。発見当時には苦しんで死亡した様子は見られず、雪道での遭難とも思われた。
遺体のそばにアドルムがあったこともあり、釧路地警による検死の結果、死因はアドルムによる自殺とされ、死亡日は1月23日と推定された。遺体を棺に納めた消防団長によれば、「凍った体が解けた状態で、顔は崩れていなかった」という。
遺書は遺されておらず、自殺の理由は不明である。自殺ではなく遭難死との説もあるが、真相は定かではない。遺体は釧路で荼毘に付された後、葬儀は札幌市中央区の新善光寺で、密葬に近い形式で行われた。

## 没後

『青銅文学』6号と7号に純子が寄稿した『藝術の毛皮』の挿絵。純子の遺稿となった。

純子の失踪は「天才少女画家が失踪」、その死は「天才少女画家の自殺」として、北海道内限定ではあるものの、新聞各紙でこぞって大きく報じられた。渡辺淳一は「生きて、どれほどの作品を残すかが本当の勝負じゃなかったのか」と、早すぎる死を惜しんだ。純子の没後、彼女が参加していた『青銅文学』は、1953年5月の第9号と1955年5月の第16号に純子の遺作が掲載された後、純子の死、および岡村春彦の退学などが不祥事と見なされたことで、1967年（昭和42年）1月発行の27号をもって解散に至った。岡村自身は、札幌南高等学校を追い出される形で母の住む浜松へ転校したと、終刊号で述べている。
1971年（昭和46年）、渡辺淳一による小説『阿寒に果つ』の連載が『婦人公論』誌上で開始された。これは渡辺の自伝作品ともいえ、純子との初恋と彼女の自殺までが描かれている。同1971年、渡辺が自身の随筆『雪のなかの日々』において、『阿寒に果つ』作中のヒロイン「時任純子」のモデルが加清純子であることを明らかにした。この『阿寒に果つ』が大ヒットして映画化までされたことで、それまで北海道内で知られているに過ぎなかった純子の名が、全国的に広まることとなった。渡辺の純子に関する資料収集にあたり、純子の姉である加清蘭子は非常に協力的であったという。
渡辺は、本作に先立つ作品『自殺のすすめ』でも、純子を「時任純子」の前身「K子」として登場させており、同作で「最も死に顔の美しい自殺」の一つとして、純子の死と同じ「雪の中での凍死」をあげている。
1972年（昭和47年）、渡辺と同じく純子の同級生だった荒巻義雄が『白き日旅立てば不死』を刊行しており、この作中にも純子をモデルとした女性「加能純子」が登場する。荒巻は後に「ふっと気付くと彼女の気配がして…」「執筆中に加清さんが傍らにいて、小説に出せと言っている気がした」と語っている。
純子の死から40年以上後の1995年（平成7年）4月、純子の姉である加清蘭子（筆名：日野原冬子）の編集による遺作画集『わがいのち『阿寒に果つ』とも』が発行された。渡辺淳一も、この画集のために文章を寄せた。
この画集に対してテレビ局から番組制作の申込みがあったことで、1996年（平成8年）8月3日、純子の死の謎に迫るテレビ番組として、ドキュメンタリーとドラマを組み合せた特別番組『もうひとつの「阿寒に果つ」〜氷の自画像を尋ねて〜』が放映された。北海道放送(HBC)による制作で、純子の死が本当に自殺だったのか、なぜその地を死に場所に選んだのか、などの謎に加えて、散逸した純子の作品を実姉が訪ね歩く模様も取り上げられた。案内役兼主演は宝生舞が務め、渡辺淳一も出演した。

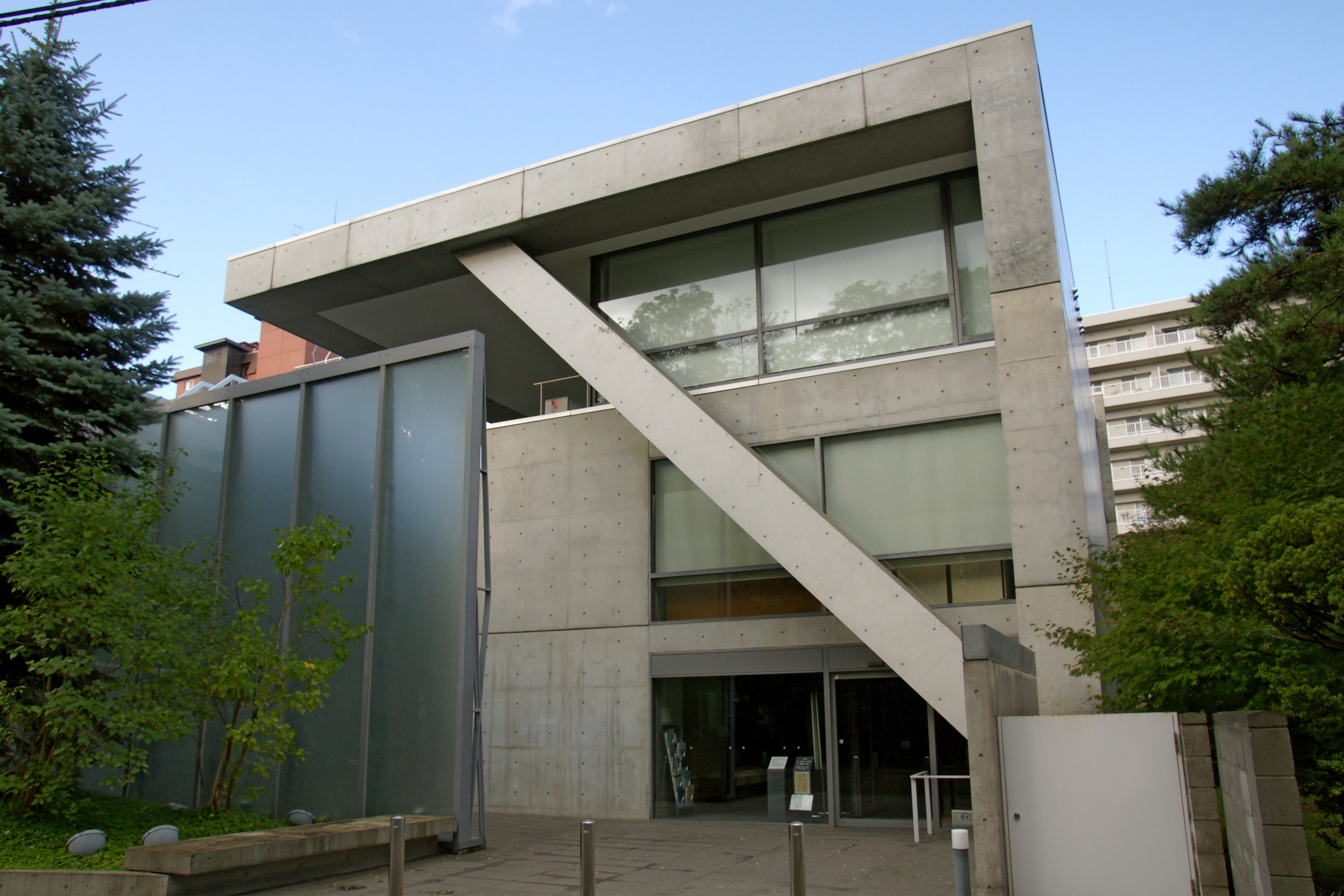
渡辺淳一文学館

1998年（平成10年）1月、札幌市内に「渡辺淳一文学館」が開館された。館内には純子から渡辺に宛てて送られたラブレター（後述）や、渡辺と純子の2人で撮った写真、後述する純子の『自画像』のレプリカなども展示されている。館内では『阿寒に果つ』の映画版も上映されている。
2015年（平成27年）4月、札幌市の北海道立文学館で、渡辺淳一の没後1年を記念した特別展「没後1年 渡辺淳一の世界」が開催された。最大の特色として、若年期の北海道時代にスポットを当てたコーナーが設けられ、純子との恋と彼女の死についてなどの展示が行われた。
2016年（平成28年）3月17日、北海道旭川市出身のアイドルである橋本奈々未主演によるテレビ番組『乃木坂46 橋本奈々未の恋する文学』の最終回で『阿寒に果つ』が取り上げられ、橋本による純子の自殺の場面の再現などが放映された。
2018年（平成30年）には、新たに発見された作品群や絶筆作品『阿寒湖風景』を含めての展示企画として、翌2019年（平成31年）4月に、初の回顧展「よみがえれ! とこしえの加清純子」が、北海道立文学館で開催された。2022年（令和4年）1月には北海道立文学館で、特別展「『よみがえれ! とこしえの加清純子』再び」が開催された。2024年（令和6年）3月には、後述する作品『H子』が北海道立文学館へ寄贈されたことを記念して、同館の所蔵品14点と合わせての展示が行われた。

## 人物
実弟の暮尾淳の証言によれば、戦前の純子は典型的な軍国少女、戦後はアプレゲール（反権威世代）だったという。敗戦によって戦前の価値観や権威が崩壊し、抑圧された時代から解放され、既成の道徳や規範に捉われない若者たちが出現する中、純子もまた芸術を糸口に自由な表現を追及しており、学校は休みがちで、酒もたばこも口にしていた。テストの答案を常に一番先に出していたが、答案用紙にフランス語で「私は書けない」「わかりません」と書いていたこともあった。フランスの恋愛映画を見ながら「デカダン」「アンニュイ」と呟くことも多かった。フランス映画の『情婦マノン』や、フランス女優のセシル・オーブリーにも興味を抱いていた。『青銅文学』に寄せた『二重SEX』は学校から「高校生にあるまじき文章」として白眼視され、『青銅文学』自体も「不良少年少女の寄り合い」とのレッテルを貼られた。
渡辺淳一によれば、渡辺らと共学となった頃の純子は、デッサンや東京の展覧会を見に行くためと言って勝手に学校を欠席したり、授業に遅れて来たり、途中で抜け出すことも頻繁にあった。深夜まで喫茶店や居酒屋に入り浸ることも多かった。しかし教員たちはそれを黙認しており、純子のみが別格扱いであった。髪はオキシドールで脱色して赤く染めており、後に言うところの「茶髪」であった。後に渡辺は、純子の人物像について「表現の世界では平凡なものには価値はなく、だから彼女は常に異常であり続けようとしたのだと思います」と話している。
1952年8月に札幌で実施された美術講習会で、猛暑で絵のモデルが倒れた際には、受講生であった純子がその場でモデル台に立って「私を描いて」と言い、自らモデルをつとめた。このときの受講生であった大野五郎は後年、このときの純子のことを「キラキラしていたよ。おれもそうだったが、講師の絵かきは、彼女に翻弄されてな。美しさというより、彼女から出ている、なんていったらいいのか、命というものの不思議かな」と語った。また、大野五郎は純子をモデルに肖像画『少女ジュン』を描いており、小説家の林芙美子がその作品のもととなった素描をほしいと言ったことがあった。このわずか後に林芙美子が死去したために、その望みは叶わずに終わったが、画家の司修は、林が『少女ジュン』に対して、過ぎ去った自身の魔性を感じたともみている。
肺結核を患っているといわれ、渡辺は純子が吐血する場面を目撃したこともある。しかし純子の死後、彼女と交際していたある内科教授は、結核は虚偽だったと渡辺に打ち明けた。虚偽だとすれば、渡辺の目にした吐血は何だったのか、単なる赤い溶液を口に含んで周囲を脅かしたに過ぎないのか、真相は不明である。菊地又男もまた、純子との写生旅行で共に雄阿寒山岳を登った際に、純子が吐血したために登山を中断したと語っている。野見山暁治も純子と交際した経験があり、東京で純子に会ったとき、純子が黒ずんだ血を吐いたと自著で述べている。
一方では、普段から激しい気質の持ち主であり、絵画グループと意見が合わず、友人と紛争が絶えなかったという。正月には「狂賀新年、純子、お前は死ね」との年賀状が自宅に舞い込んでいた。このことから、失踪後から遺体発見まで純子の家族では、純子はこれらのことに嫌気がさして、自殺と見せかけ、以前から憧れていた東京へ出奔したとも考えられていた。
北海道社会文庫の主宰者である堅田精司は、純子を指して「異様な雰囲気」といい、札幌市内の美術部仲間で純子を知らなかった者はいないと語っているが、札幌市民から見れば、あの当時の高校生はみんな彼女のように不気味な存在ではなかったのか」とも語っている。

### 交際関係
先述の通り純子は渡辺の作品『阿寒に果つ』のモデルとして、そして渡辺の交際相手として有名になったが、その交際のきっかけは、純子が渡辺に宛てた「今度のあなたの誕生日、わたしが祝ってあげる」とのラブレターであった。それまでは挨拶を交わす程度の仲に過ぎず、渡辺は「なぜ俺に?」と驚いたが、姉の加清蘭子によれば、純子のノートには「渡辺淳一という真面目そうな男がいるので、いつか誘惑してやる」と記されていたという。
しかし純子は実際には、渡辺との交際以前からも、複数の中年男性と深い関係を持っていた。実姉は純子が師の菊地又男とも深い仲にあったとみており、歳の差がある上に妻子持ちの菊地を「又男」と下の名で呼んでいた。先述の自由美術の講習会では野見山暁治が講師をつとめており、純子がモデルをつとめたことが、純子との交際のきっかけとなった。渡辺が誕生日を純子と喫茶店で過ごしたときも、店内の他の客たちは純子のことを知っているようだったという。また渡辺との交際以降も他の男性と関係を持っており、渡辺と純子が喫茶店などに行けば、純子が他の芸術家風の客たちと笑い合ったり、年上の男性たちが純子に話しかけ「これから飲みに行こう」などと誘っていたという。中には高名な画家、医師、新聞記者らもいた。渡辺の知る限り、その人数は渡辺を含めて計7人に昇った。後の北海道議会議員である渡部五郎、東京中日新聞に勤める佐藤俊らの名もあった。純子はこうした男性たちの心を狂わせるような、妖しい魔性を秘めた少女ともいわれた。その最たるものとして、純子の絵のパトロンでありながら、純子に失恋したと言って、デパートの屋上から飛び降り自殺した、中小企業の社長もいた。純子は彼の弔いと称して、そのデパートの屋上から赤いカーネーションを1本1本、地上に撒き、その件を絵と文にして新聞に投稿していた。
こうした年上の男性たちとの交際の一方で、高校の同級生たちと、キスだけなどのプラトニックな交際も繰り返していた。年上の男性相手に疲れて等身大の男性を相手に安息を求めていたとも、自分に好意を抱いた同級生を操ることに快感を感じていたとも考えられている。姉の恋人と交際していたともいう。
先述の高校の後輩である岡村春彦とも交際しており、岡村は「恋人同士でした」と話している。岡村の兄である岡村昭彦が刑務所に勾留中、純子は1952年1月18日に、弟の岡村春彦と共に面会に赴き、その途中の夜行列車の中でずっと抱き合っていたという。
また純子は、その岡村昭彦とも交際しており、岡村昭彦が最後の恋人とされる。純子は死の前年である1951年（昭和26年）に、『青銅文学』を通じて岡村昭彦と知り合った。同1951年に岡村が釧路刑務所に収容された直後には、釧路に行って「岡村の恋人」を名乗り、当局を相手に保釈運動を行ったこともある。荒巻義雄によれば、純子は阿寒に経つ前に勾留中の岡村昭彦に面会した際、持ち金の全部を差し入れたという。また面会時に、面会簿に純子のことを「知人」と書かれたところ、岡村は「知人ではない、愛人と直してくれ」と言った。
勾留中に純子の失踪を知った岡村は「僕が刑務所を出たら半日で探してみせる」と言っていた。同1952年3月3日に保釈で釧路刑務所を出所した後、岡村もまた消息を絶っていたが、純子の遺体発見後には、岡村は阿寒まで60キロメートルもの山道を駆けつけた。岡村は「純子の兄の友人の佐藤」と偽名を名乗り、遺体を見たいと懇願した。しかし警察に拒まれて叶わず、警察は遺体を車に乗せ「不審な者の同乗不許可。出発!」の声と共にその場を発った。悲嘆にくれた岡村は、「純子がどんなに苦しんだか見たかったのだ。そして苦しみを分ち合いたかったのだ。もうなんのために保釈になったかわからない。ぼくは他人の患者を救い自分の妻を殺してしまった」と嘆いた。このことは『北海道新聞』1952年4月18日朝刊で、大見出しの記事として掲載となった。同紙によれば、純子の遺体が阿寒湖畔から運び去られた後も、岡村はそこに留まり「純子は可哀想な奴だった」と口走り、地元の人たちの同情を集めていたとある。また同新聞の同1952年4月17日朝刊によれば、岡村が駆けつける前夜に、遺族関係者から「佐藤と名乗る男が行っても、遺留品や遺体に手を付けさせないでほしい」と依頼があったというが、遺族関係者から本当にそのような依頼があったか、関係者とは誰か、なぜ岡村にそのような疑いを持ったかのかは不明である。検死前だったため、現場が乱されることを恐れ、警察関係者が虚偽の話を流したとの見方もある。
純子の兄である加清準によれば、その後の岡村は準に「僕がつくまで火葬にしないと約束してくれ。逢って詫びない限り僕は生きられない」と請うた。火葬場で純子の柩が炉に入れられる寸前、泥まみれの岡村が「待ってくれ!」と叫びながら駆け込み、柩の上に倒れ込みつつ「純ちゃん、逢いたかった。すまぬ。兄貴! このまま一緒に押し込んでくれ」と準に願ったという。写真家となった岡村は後年、準と酒を酌み交わしながら、ベトナム戦争の撮影にあたり「おれは指差して、人間の心を踏みにじる権力者の手先、奴らを、純子! いつまでも呪い続けろ、と叫んだ」と語ったという。

### 自殺の理由
純子の死因が自殺と考えられている理由には、過去に1947年に昇汞水を飲み、1951年にアドルムを服用と、2度にわたって自殺を図ったことがある点が挙げられている。警察では死因について、純子が札幌の文学グループで複数の男性たちと関係を持っていたため、その関係を清算したものと見られた。
師の菊地又男は自殺の理由について、純子が好奇心や感情の赴くままに男性たちと戯れており、忍耐や自制を重んじる菊地自身が彼女の行動に耐えきれずに師弟関係を解いたことで、純子が生きる方向や支えを失い、人生から脱線していたと見ている。阿寒湖畔に死去したことについて、菊地は自身が阿寒湖の魅力を純子に教え、その阿寒湖の素晴らしさゆえに、純子はそこを死に場所に選んだと見ている。
姉の加清蘭子は、純子が芸術活動の上で行き詰まったこと、交際相手とのトラブル、周囲から「天才少女」と称賛されたことに対する重圧などの可能性を示唆しており、「18歳という危険な年齢を乗り越えられなかったのかもしれない」とも語っている。それ以前の自殺未遂については、自分たちの両親が共に教育者であり、特に父は教育に厳しかったことから「子供たちはある時期から、いかに父に反抗するかに人生を賭けたようなところがあった」と語っている。なお姉は、純子の2度目の自殺未遂と同年に就職のために上京しており、休暇を利用しての帰省した際に、純子は「昭彦はほんとにひどい男だね。私が死んだら、あの人を生涯恨んでね」と、遺言ともとれる言葉を残していた。姉が帰省を終えて東京に戻る間際には、純子は「もう会えないよ。本当だよ。私、死ぬんだよ」と泣き叫んで姉を引き留めようとしており、純子の失踪はその数日後のことであった。
兄の加清準も、周囲から将来を期待されたものの行き詰ったことでの自殺と推定していた。弟の暮尾淳も、「姉は死と戯れているようなところがあった。自殺を初めから考えていたのではなく、道に迷い、死ぬならここでも良いと思ったのでは」とも語っている。『毎日新聞』では「札幌の文学グループで数名の男性たちと交際しており、その男女関係を精算したもの」と推定する記事が報じられた。また純子が札幌を発ったのは、同時期に最後の恋人とされる岡本昭彦が医師法違反で勾留されたためとする見方もある。
一方で文芸評論家の山下武は、そうした芸術活動上や男性関係での解釈を月並みの解釈とし、純子が自分の交際相手たちに、18歳当時の自分の姿を強く印象付け、永遠にその姿を留めるために自殺した可能性を示唆している。札幌を発つ前に交際相手の家々に花を遺すとの、芝居がかった振る舞いからも、そうした心理が垣間見えるとしている。
渡辺淳一は「若い時から背伸びしすぎて疲れたのか」と語っているが、その一方では、純子はもともと自殺願望があったとも語っている。純子の生前、渡辺がそうした彼女の心情を知らずに、「死のうかな」と呟いた純子に対して、「死ねないくせに」「本当に死ぬ人はそんなことは言わない」と言い返したことがあった。後に渡辺は「どうだ、死んだでしょ」と言われる夢を見たという。また渡辺は、純子が若さの輝きのまま自らを封印した可能性も示唆しており、「燦然たる頂点のまま死ぬのは素晴らしいことだ」「十八歳の原像を永遠にとどめるために、自らの肉体を消滅させたのかもしれない」「結局、純子が愛していたのは彼女自身だったのだと思う」とも語っている。

### 自殺説の否定
岡村春彦は、純子の失踪当時に自殺の可能性を示唆する周囲の声に対し、自殺の原因が見当たらないと主張していた。新聞記事上では「自殺か事故かわからないけれど、彼女は新しい世界へ行くのに強い力が必要だった時期で、もう後戻りできなかったのだと思う」と語っていた。後年のテレビ番組においても自殺を否定し、「死に走る材料は見当たらない。吹雪の中をどのくらい歩けるか、ぎりぎりの感覚に自分を立たせ、そう生きるんだと自分を追い込んだかもしれない。そうなら自殺とは言えない」と証言していた。
荒巻義雄も、純子が阿寒を訪れた理由について、岡村昭彦の保釈金を稼ぐために絵を描くこと、もしくは都会を離れて純粋な大自然の中で魂を浄化することが目的だったとし、死は雪の中で遭難した末の結果だったとして、自殺説を否定している。家に遺した置手紙が「当分、札幌の地を踏みたくない」であって、「もう札幌の地を踏みたくない」ではないこと、即ち「札幌に二度と戻らない」との意味ではないことも、荒巻は自殺を否定する材料の一つに挙げている。北海道立文学館理事である谷口孝雄も、純子は岡村昭彦を救いたいとの気持ちを強く抱いていたことから、自殺の動機は弱いとしており、薬物については、雪の中で道に迷った末に服用したともみている。
学校での同級生の1人もまた、純子が学芸大学に志願していたことを理由として、「自殺の原因など見当たらない」と、自殺説に疑問を唱えていた。こうした証言に加えて、自殺を強く考えていたならば一刻も早く死に走ったはずが、札幌を去ってから阿寒での6日間を悠々と過ごしていたことや、自殺を考える少女の1人旅なら、旅館が不審に思って当然であったことなども、自殺説を否定する意見として挙げられている。

## 影響

### 著名人
渡辺淳一が純子との交際と彼女の死によって受けた影響は大きく、渡辺はこの影響により作品上で性や情愛を多く取り上げるようになった。渡辺はその純子からの影響について、後に「わたしにとっては真剣すぎる恋であった。それまで硬派一筋だったわたしが軟派になったのは、まさしく彼女との恋がきっかけであった」と語っている。
先述通り『阿寒に果つ』にモデルは純子であり、同作の冒頭の一節「死に顔の最も美しい死に方はなんであろうか」は、渡辺は「彼女が私に書かせた」と語っている。また渡辺が1995年（平成7年）から新聞連載を開始した小説『失楽園』では、純子と恋におちた時「空しさ」を感じていたことから、「愛は常に移ろう虚しさがある」として、それまで作品上で取り上げた性や情愛に、新たに死や心中を取り入れた、渡辺の転機ともいえる作品であった。後に渡辺は1997年（平成9年）に阿寒を訪れ、純子の最後の足取りを辿り、そのことを自著『マイセンチメンタルジャーニイ』に著している。
兄の加清準は札幌で財界人となり、岡村昭彦を講演に呼ぶこともあったが、準と岡村の出会いは純子の失踪と死を介してであった。岡村の娘である岡村純子によれば、「純子」の名は父により、最初の恋人の名として名づけられたという。
北海道出身の画家である上野憲男は、札幌南高の在学時に純子と同じ美術部に所属しており、美術活動で純子と協力し合うことが多かった。純子が自由美術展に出品を始めた後に、上野もまた純子から出品を勧められ、それを機として出品するようになった。上野はこのことを「自分自身の作家活動にとって非常に良いことであったと思っています」と語っている。なお上野は高校卒業間際に純子から進路を尋ねられ、「東京へ行く」と答えたところ、純子は「私も後から行くわ。その前にちょっと阿寒に行ってきます」と交わした会話が最期になったという。
俳優・朗読家の白坂道子は高校時代、純子の2年後輩であり、純子の自殺を最もショックだったことの一つ、と回想している。

### 家族
弟の暮尾淳は、姉の純子に加え、1975年に末弟が30歳で自殺し、長期にわたって姉や弟のことを深く考えるのを避けてきた。しかし2000年、自身が生死の淵をさまよう大病を患い、1か月後に治癒した後「姉と弟、2人が自分に寄せた思いに後押しされ、生き返った気がした」といい、2人について書いた作品も収めた詩集『地球の上で』を執筆した。版元である青娥書房は、姉の蘭子が経営する出版社である。収録された詩の一つ、流しの加藤武男を題材とした詩『マレンコフ』では、「家族に自殺者のいる人間なんて」と、純子の存在が、ほのめかされている。この作品は2013年（平成25年）に、優れた現代詩集に愛知県豊橋市から贈られる「丸山薫賞」を受賞した。
また暮尾淳の詩には、酔って街を放浪したり、心身ともに定まらないような描写が多くみられるが、実姉である純子が死去したことが、まだ十代の多感な時期に暮尾に大きな影響を与えたともみられている。

### その他
『阿寒に果つ』の映画化の際に、映画の主演には、自薦と他薦を含めて、信じられないほど多くの女優たちが主演候補の名乗りを上げたという。
遺作画集『[わがいのち『阿寒に果つ』とも』には、主に十代から二十代にかけての若い世代から、純子の青春に感動したことなどの大きな反響があり、純子の生涯の結末に対しての共感や、死に対しての憧れすら見られた。
回顧展「よみがえれ! とこしえの加清純子」開催時は、2019年5月11日時点で、入館者の数が通常の2倍から3倍に昇ったといい、文学館の副館長である野村六三は「主催した側が驚くほど」と驚きの声を上げていた。
渡辺淳一文学館には2000年代以降も、純子の命日には、花を持参して来館する女性客がいるという。

## 作品

北海タイムスの記事に移り込んでいる「リズム」と「作品（雨上がり）」

純子の作品の数は、実姉によれば約200点とされる。これらの作品は、当初はまとまって収蔵されておらず、散逸を懸念した親族が1989年頃から手分けして捜し回った結果、札幌を中心に釧路、小樽、東京など各地に分散していた物が発見され、1995年の遺作画集『わがいのち『阿寒に果つ』とも』発刊にこぎつけた。実家を訪れた純子の参拝者が受け取った絵、純子が写生旅行先で飲み代代りに酒場に置いた絵が店に飾られたものもあったため、収集作業は困難を極めた。画集の発刊当時に消息が判明した作品は40点だが、破損していた作品もあったため、画集に収録された作品は、それらの内の36点に留まっている。
2018年には、弟の暮尾淳ら遺族により、純子の絵画15点が奇跡的に保管されていたことが判明し、そのすべてが北海道立文学館へ寄贈された。2019年の回顧展「よみがえれ! とこしえの加清純子」時には、これらに美術館や個人所蔵の作品5点も加え、計20点が展示された。没後に実物が揃って展示されたのは、これが初めてである。
2022年の特別展「『よみがえれ! とこしえの加清純子』再び」では、新たに寄贈された油彩画など、初公開の14点を含む計36点の絵画が展示された。その内の損傷の激しい22点については、純子の遺族と北海道立文学館が立ち上げた「加清純子とこしえプロジェクト」のもと、東京藝術大学保存修復油画研究室が修復を行ない、長期にわたって封印されていた作品が安定した状態で閲覧が可能となった。
以下に、現存する主な作品を述べる。掲載順は制作時期に基づくが、制作時期が判明していない作品については、北海道立文学館が題材の共通性や作風から推定した制作順に基づく。
ほうづきと日記
1948年に初めて道展で入選に選ばれた作品であり、実質的なデビュー作である。姉によれば「アトリエにうずくまって、一心不乱に描き続けた作品」だという。オーソドックスな写実主義の画風ながら、植物であるホオズキの果実と日記を取り合わせるという手法や、空中に浮遊しているかのようなホオズキの果実、日記を眺めているかのようなホオズキの描写が特徴的な作品である。師の菊地又男は「少女の夢と自由な構成、何よりも純子の楽しそうな歌が聞こえてくる」と評した。この評価は純子にしてみれば意外なことで、学校での画の成績は常に「乙」であり、『ほうづきと日記』はむしろ勝手に描いた画で、教員に叱責されたという。純子を「画壇のホープ」と報じる北海タイムスの1950年4月28日の記事では「抽象画でも超現実でもない」「見る者に何もののかを叫んでくる」と評された。題は、絵の裏面や「ほうづきと日記」とあるが、北海道美術協会による『道展四十年史』では「ほうづきと日記」、北海タイムスの新聞記事では「ホオズキと日記」とされている。
静物
1949年8月に札幌の丸井今井で開催された第1回ユネスコ学生美術展での入選作品。この時期の作品は、基本的には写実的であり、美しさを感じた対象がそのまま表現されている。裏面にはGHQの北海道民自部民間教育課長であるウィンフィールド・ニブロから「congratulations and best wishes Winfield Niblo」と祝意を記した名刺が貼られている。「純子の作品がアメリカに送られた」とする説もあるが、その作品がこの『静物』なのかどうかは判明していない。
H子
毛足の長い毛皮を纏った少女を描いた作品で、20号（740mm×610mm）の大作である。先述のテレビ番組『もうひとつの「阿寒に果つ」』では、「学校で隣のクラスの女生徒をモデルに描いたもの」として紹介された。同級生の1人は「純子から『隣のクラスに美少女が転校してきたから見に行こう』と誘われた」「純子は美しいものを見るためには何度でも足を運んだ」と語っており、純子は美しいものへの思い入れが強かったともみられている。北海道立文学館副館長の苫名直子は「当時は美しいものを写実的に描きたいと考えていた時期で、それがよく表れている作品」と評している。制作時期は、絵の裏面には「1949年作」とあるが、『もうひとつの「阿寒に果つ」』では「14歳のときの作品」と紹介されており、制作時期に若干の矛盾が生じている。2024年（令和6年）3月に、北海道苫小牧市内の画材店経営者より、北海道立文学館へ寄贈された。
厚田付近漁場風景
1949年から1951年頃、当時の師である菊地又男のスケッチ旅行に同行しつつ技術を学ぶ中で描いた作品であり、共に菊地の知人の漁場を訪ねて描いたもの。広い海の風景を広がりのある構図として描くために、極端に横長の画面が用いられていることが特徴である。港の稜線が非常に忠実に描かれている一方で、筆を即興的に画面に叩きつけたかのような近景の花、筆が躍るかのような木の描写に、抽象画と自由な表現を試み始めたことが垣間見える。菊地は「暗く鈍重な海と遠くかすむ岬を眺めては純子なりに感じ描いたもの」と書き残している。こうした広がりのある構図と奔放な描写の反面、色使いが鈍重であり、清々しさが感じられないことも、特徴に挙げられる。旧厚田村（現・石狩市厚田区）は純子の母の郷里でもあることから純子ゆかりの土地であり、純子は1人で厚田を訪れることもあったと考えられており、この他に『厚田風景』と題した作品も描いている。札幌芸術の森美術館の所蔵品であり、2003年に北海道新聞社の画集『北海道 海のある風景』にも収録され、2005年には北海道立釧路芸術館の絵画展「巨匠たちの描く北の大地 ぐるっと漫遊・北海道」でも展示された。
鱒（ます）
1949年の作品。菊地とのスケッチ旅行で留萌市、苫前町、増毛市を回ったときに製作された作品と考えられている。菊地によれば、自分が友人からの依頼でこの留萌など3か所のニシン漁場や漁港をスケッチすることになったとき、純子は「海や魚を描きたい」と言って同行を熱望したといい、純子は他にニシンや漁場を描いた作品も遺している。姉も、当時の純子は魚や漁港を題材にすることに没頭していたと証言しており、本作については、増毛の漁場でスケッチした後にアトリエで仕上げたものと語っている。
山底の村
夕張市の真谷地炭鉱付近の風景画とみられる。純子の母は結婚前に夕張で教職についており、伯父の戸田城聖も夕張で代用教員をつとめていたことから、夕張もまた純子ゆかりの土地である。当初は木枠に貼られておらず、絵の具の剥落も激しかったが、先述の通り東京藝術大によって応急の修復が行われ、状態の安定に至った。
ポプラ並木
地面から空へと伸びるポプラ並木を、燃え盛る炎のように描いた作品。動きのある筆触と陰影、力強い表現が特徴である。師の菊地又男もポプラを題材とした作品を描いていることから、菊地からの影響も示唆されている。
花
1950年の作品。別題は『山と湖』。純子は「阿寒湖と雄阿寒岳の風景画」と語っている。一見すると風景を描いた作品のように見えつつも、フィンセント・ファン・ゴッホを思わせる筆触、幾何学的な描写、独創的な色彩、区画ごとに変化している塗り方と、実験的な工夫の見られる作品である。1950年1月10日の朝日新聞の取材時に撮影された写真に、純子の作画風景が撮影されており、その際の写真に写りこんでいるキャンバスが、この作品と一致している。
豊平川風景
純子の通学した札幌南高等学校の近隣を流れる豊平川を描いた作品。純子自身が親しんだ風景を題材に選んだものと見られる。純子が文芸同人誌『青銅文学』に寄せた小説『一人相撲』にも、豊平川が登場している。
リズム、作品
1950年4月の第4回アンデパンダン女流画家協会に出品された2作品。それまでの画風とは正反対の、直線や円を多用した幾何学的な抽象画である。荒巻義雄が学生時代を綴ったエッセイで、純子について「東京上野のアンデパンダン展から戻ってきた」「六角形を幾つも組み合わせた抽象画」と記述しており、これらの作品を指したものともみられている。先述の北海タイムスの記事での写真（本記事冒頭の画像）に写りこんでおり、この新聞記事での題は『リズム』と『雨上り』である。先述の朝日新聞の記事でも純子は「今年はぜひ中央画壇に出品しよう」と語っていた。
少女
1950年10月の第14回自由美術展での初入選作。裏面にも「自由美術出品 画題 少女」とある。作風は具象的であり、純子が一時期に取り組んでいた抽象的な作風とは異なる。題名の通り少女の裸像を描いた作品であり、モデルの少女は、北海道立図書館によれば純子自身とされ、姉は「純子に頼まれて嫌々モデルをつとめたが、完成した作品は自分が緑色に塗られていて非常に落胆した」と語っている。2022年の特別展「『よみがえれ! とこしえの加清純子』再び」での新たな受贈作品の一つである。
瞬間
1950年から1951年頃の作品。裏面に「自由美術出品 画題 瞬間」とあるが、自由美術展での目録でこの題は確認されていない。『少女』と共に自由美術展に応募し、選に漏れたものと推測されている。裸体の少女が電灯を消す瞬間を描いた作品。弟の暮尾淳は、当時は少女の裸婦画を描く者はあまりおらず、純子が15歳から16歳のときにこうした作品を描くことこそ、アプレゲールの表れとしている。渡辺淳一は自画像と推察している。『リズム』のキャンバスを転用して制作されていることから、『リズム』のように幾何学的な抽象画との決別の意味も込められているとの説もある。自由美術展の作家たちからの影響も見受けられる。
衝撃
1950年11月の第3回札幌市民美術展に出品された作品であり、北海道立図書館所蔵の『札幌市民美術展画集』（1950年）にも収録されている。三角形や不定形の形態で構成された作品であり、赤を中心とした鮮やかな色彩と、様々な方向の筆触が特徴の抽象作品である。これまでの抽象画と比較すると、アメーバを思わせる有機的な描写が強調されている。2019年の回顧展と2022年の特別展の両方で展示されたものの、制作時期は2019年時点では判明しておらず、2022年の特別展で判明した。裏面には「全道展出品 晝題 衝撃」と書かれたものを消した形跡があることから、同1950年8月の全道展（北海道の美術公募展）に応募したが入選せず、是非とも出品したいとの考えから、改めて札幌市民美術展に出品したと考えられている。なお1950年8月の第5回全道展には『夜の構図』と題した作品が入選しているが、所在は判明していない。
花
1950年の作品。筆触は先述の『花（山と湖）』に通じるが、色彩や形態は後述の『舞台』に近い。現在では黒く劣化しているが、姉によれば制作当時は少女らしく朱に彩られていたという。制作時期が判明していることもあって、純子の作風の変遷の分析の上で手がかりとなりうる作品である。この時期より純子はシュルレアリスムへ没頭してゆく。
舞台
別題は「踊る少女」。1950年から1951年頃の作品。舞台上で踊るダンサーを思わせる作品。サイズは50号（1150mm×910mm）で、2022年時点で現存する作品の中では最大である。裏面には「女流画家展出品 画題 舞台」とあるが、女流画家展の出品目録にはこの作品が確認されていない。
チルチルとミチル
1951年4月の第5回女流アンデパンダン女流画家協会展に『ロミオとジュリエット』と共に出品した作品。題はメーテルリンクの童話劇『青い鳥』の登場人物の名であり、『青い鳥』に登場する幸福の青い鳥と同様、幸福について屈折した解釈を意味しているかのように、太い格子状の中に描かれた人物が描かれている。純子は『青い鳥』が好きで何度も読んでおり、『チルチルとミチル』と題した絵をいくつも描いたが、姉によれば現存する作品は1点のみである。2022年の特別展で初公開された。
無邪気な装い、同類項
1951年10月の第15回自由美術展で入選した2作品。暗い色調と、不吉な雰囲気、表情のない面のような顔を連ねた作風が特徴である。虚無的であり、純子自身の抱える閉塞感をも思わせる。早熟な純子が人間不信を表現したか、または制作当時の朝鮮戦争の勃発や共産主義への弾圧といった時代相を表現したとも考えられている。作品を通して人間や社会への洞察といった世界観を表現していることには、純子がこの時期に文学に傾倒し始めたことの影響もあるとみられている。師の菊地又男の実験的な抽象ともまた異なり、自由美術展の鶴岡政男や野見山暁治に近いとも分析されている。『同類項』は渡辺淳一文学館・ジェイ企画所蔵。
電気スタンド
制作時期は、道立文学館では1950年頃と推察されているが、姉は1951年としている。『電気スタンド』の題と画風とを関連付けることは困難で、電気スタンドを彷彿させる箇所もあるが、魚の目を思わせる箇所も特徴的である。純子は姉に「これは何を描いたのか」と質問され、「ふん」と笑って「子供みたいな質問をしないでよ」と言ったが、後に「魚の悲しみと夢」と付け加えたという。裏面には「1948年」の年記を消した形跡があり、旧作のキャンバスを転用したとも考えられている。
自画像
1952年1月に阿寒へ出発する数日前に描いた作品。この数年前の、1949年から1950年頃とみられる自画像もあるが、写実的に描かれた前期の作品と異なり、こちらはペインティングナイフを用いた大胆な描写、ひっかき線描、生気を失ったかのような青い目、黄色と水色の髪、極端に白い肌、鮮やかな赤の唇、青やピンクに彩られた背景と、表現が大きく変化を遂げている。純子は阿寒へ発つ直前に、1951年の自殺未遂の際の主治医の家を訪れてこの作品を手渡しており、1990年頃に渡辺淳一の手に渡った。
阿寒湖風景
1952年1月の失踪時に、雄阿寒ホテルに遺されていた最期の2作品。未完作品。ホテル付近のバス停周辺を描いたものと推測されている。阿寒の風景で得られた感動を忠実に表現しようとした作品とみられ、比較的写実的な作品である。販売目的での制作との指摘もあるが、新たな画業へ挑むことを目指した作品とも考えられている。渡辺淳一全集『阿寒に果つ 冬の花火』に解説を寄せた北海道放送のディレクターの森開逞次は、本作や上述の『ほうづきと日記』『鱒』などを指し、「いずれも少女の作とは思えない確信に満ちた力強いタッチの作品」と評価している。所在を転々とし、一時は岡村昭彦の手にも渡り、最終的には姉の手元に戻った。題は、遺作画集『わがいのち『阿寒に果つ』とも』への収録にあたって、遺族により名づけられた。なおホテルに遺されていた作品は3点と伝えられているが、所在が判明しているのは2点のみである。

## 評価
十代半ばにして道展に入選し、中央の女流画家展にも出品していたことから、「天才少女画家」の名をほしいままにした。地元の北海道の新聞紙上では「画壇のホープ」と報じられた。野見山暁治ら、実力派の画家たちからも注目を集めていた。
師の菊地又男は当時の純子のことを「こわいほどの光の見えた少女画家の姿を見た」と語っている。遺作画集『わがいのち『阿寒に果つ』とも』発行にあたって菊地は「道展入選作『ホオズキと日記』は忘れられない。描き続けていたらと、悔やまれる。ただ、今回画集に収められなかった中にもっといい作品があったはずだ」との言葉を寄せた。
当初は写実的な作風だったが、初の道展入選作『ほうづきと日記』以降の1950年からは抽象絵画となり、その直後には心象画ともいえる作風に移行し、さらにその後のある時期からシュルレアリスムに変容していた。姉の蘭子は、当初の作品を周囲から称賛されたものの、純子自身には自信が足りず、シュルレアリスムに走ったと見ている。1949年（昭和24年）に自由美術北海道展が企画された際には、東京から北海道を訪れた自由美術家協会会員である井上長三郎、大野五郎、鶴岡政男、村井正誠といった画家たちにも注目された。
菊地又男は札幌における反道展、反権威主義を主軸した美術運動として「道アンデパンダン展」を展開しており、菊地に師事した後の純子もまた、菊地の主義手動に賛同した。菊地は、純子の理解度を「1を教えれば3まで憶える」と評している。先述の写生旅行の際に、旅行先の校長、名士、美術関係者による歓迎会の席で、菊地が「ここにいる純子は、道展に入選、アンデパンダン出品作家です」と紹介すると、皆は一様に驚き、賛辞の念を隠せない様子だったという。
文芸評論家の川西政明は純子を、敗戦後の日本が生み出した、早熟な天才型の芸術家の典型の1つと考えている。デッサンなどの絵の基本を正確に習得するタイプではなく、才能に任せ、一気に自分の世界を絵に描くタイプと見ている。また絵画以外にも、先述の通り文芸同人誌『青銅文学』で小説、詩、随筆など、早熟な多才ぶりを発揮しており、その感受性豊かな物語世界は大人たちをも驚かせた。
しかしながら、中学時代から18歳までという年齢と活動期間は、その才能を開花させるには不十分であり、幼稚さ、未熟さを否定できない作品もあった。渡辺淳一もそれを認め「せめてあと十年長生きしたら、それらのものはより充実し、進化したに違いない」と語っている。菊地又男も、初めて純子に逢ったとき、高く評価した『ほうづきと日記』以外の作品は、菊地の目から見れば教科書通りに描いたようなもので、芸術というより物真似の写し物に過ぎず「興味も無い、批評もできない」と言うのが精一杯だった。後には彼女の荒削りな素質を認めていたものの、慎重に言葉を選び、「立派な作品」のような言い方はせず「伸びる素地がある」とのみ語っていた。先述のように才能に任せて一気に描く手法に対し、理論的なものを卒業してから始めるべきとの声、振る舞いが向う見ずで軌道外れのところがあるので困るとの声もあった。

### 文学
画家としての実績の一方で、中学2年生であった1947年3月には演劇コンクールでの上演で演出賞を受賞し、1950年には北海道立札幌女子高校の自治会雑誌「楡」に初めての創作『無筆の画家』を掲載したことで話題を呼んだ。同1950年10月には生徒会文学部の「感覚」創刊号に、セーラー服姿で雌阿寒岳を制覇する模様を記した紀行文『雌阿寒岳を登る』を寄せて、各方面の批評家たちから絶賛された。その後も高校生にして週刊誌「北海ウイクリー」に定期的に随想を寄せ、先述の通り文芸同人誌『青銅文学』でも活躍していた。荒巻義雄はこうした文学上の実績について、「絵描きとしてよりも作家として大成したのではないか」と評している。
1951年秋の自由美術展以降は特に、純子が美術よりも文学の方に傾倒している。これは師の菊地又男と決別したこともさることながら、当時の純子の周辺に、多くの文学青年たちが集っていたことの影響によるものと見られている。一例として当時、札幌南校の1年後輩である『青銅文学』の発行人である樫村幹夫、岡村春彦が純子の作品を読んで感動し、一緒に文学誌で活動することを望んで純子を訪ねていた。年上で様々な思いの渦巻く当時の美術界とは異なり、純子はこうした純真な文学青年に影響されたとも考えられている。
1951年11月に『青銅文学』第2号に純子が『二重SEX』を寄せた際には、数通のファンレターが純子のもとに届いた。さらに文学誌『札幌文学』の発行人である西田喜代司の目にとまったことで、同誌第9号の「同人雑誌往来欄」にも取り上げられた。『青銅文学』の発行人である樫村幹夫は同作について、異常な性愛を題材とすることのユニークさ、物語性に富む作風、読者を惹きつける観点を評価する一方で、「ミーハー的小説愛好家に喜ばれこそすれ、宝塚歌劇のような作品はまぬがれ得ない」とも語っている。

## 著作
- 『水中もぐり』後藤ひさお画、北日本社〈プランゲ文庫〉、1947年6月20日。国立国会図書館書誌ID:023487235。

## 年譜
- 1933年（昭和8年）0歳
  - 7月3日 - 札幌市の教育者の家庭に誕生[2]。

- 1947年（昭和22年）13歳
  - 6月 - 純子の案による漫画『水中もぐり』発行[30][33]。
  - 時期不明 - 昇汞水を飲んで自殺未遂[36]。

- 1948年（昭和23年）14 - 15歳
  - 4月 - 菊地又男のもとを訪問。菊地に才能を認められ、彼の師事を受ける[9][34][注 4]。
  - 9月 - 『ほうづきと日記』により15歳にして、第23回道展で最年少で入選[36][37]。

- 1949年（昭和24年）15歳 - 16歳
  - 夏季 - 中学3年生の夏休みを利用し、菊地の案内で北海道内を写生旅行で回る[38]。
  - 8月 - 『静物』が第1回ユネスコ学生美術展で入選[39]。
  - 11月 - 『花』が第24回道展で入選[39]。

- 1950年（昭和25年）17歳
  - 4月 - 学制改革により札幌女子高等学校から北海道札幌南高等学校に編入されて男女共学となり、渡辺淳一や荒巻義雄らと級友となる[7][35]。
  - 10月 - 第14回自由美術展に、『少女』で初入選[35][注 6]

- 1951年（昭和26年）17歳
  - 1月25日 - 札幌の大丸特設ギャラリーで初の個展「自由美術協会・女流作家協会所属 加清純子近作油絵個人展」を開催[36][49]。
  - 2月- アドルムを服用して自殺未遂[36]。
  - 春頃 - 渡辺淳一と恋愛関係となる[47]。

- 1952年（昭和27年）18歳
  - 1月16日 - 札幌を去る旨の置き手紙を残し、自宅を発つ[3][52]。
  - 1月17日 - 釧路刑務所に勾留中であった岡村昭彦と面会[58]。
  - 1月18日 - 渡辺淳一を含め、それまで交際した男性たちの家にカーネーションを残し、札幌を去る[56]。
  - 1月19日、21日 - 岡村昭彦と面会[58]。
  - 1月22日 - 釧路市の雄阿寒ホテルに宿泊[63]。
  - 1月23日 - 雄阿寒ホテルを発ち、失踪[5]。同日、阿寒湖畔で自殺[4][6][注 1]。
  - 4月14日 - 阿寒湖畔で、純子が凍死体で発見される[5]。

- 1967年
  - 1月 - 純子が参加していた同人誌『青銅文学』が、純子の死などの影響により、27号をもって解散[75][76]。

- 1969年（昭和44年）
  - 8月 - 渡辺淳一が短編小説『自殺のすすめ』において、加清純子を「K子」の名で登場させる[77][79]。

- 1971年（昭和46年）
  - 7月 - 『婦人公論』誌上で渡辺淳一による小説『阿寒に果つ』の連載開始が『婦人公論』誌上で開始[77]。後に大ヒットにより、そのモデルとして純子の知名度が全国に広まる[23]。

- 1972年（昭和47年）
  - 12月 - 荒巻義雄が『白き日旅立てば不死』を刊行。純子をモデルとした女性「加能純子[83]」が登場する[44][84]。

- 1995年（平成7年）
  - 4月14日 - 純子の姉である加清蘭子（筆名：日野原冬子）の編集による遺作画集『わがいのち『阿寒に果つ』とも』が発行[3]。

- 1996年（平成8年）
  - 8月3日 - 純子の死の謎に迫るテレビ番組『もうひとつの「阿寒に果つ」〜氷の自画像を尋ねて〜』が放映[89]。

- 1998年（平成10年）
  - 1月 - 札幌市内に「渡辺淳一文学館」が開館[92]。純子から渡辺に宛てて送られたラブレターが展示される[93]。

- 20005年（平成17年）
  - 10月22日 - 北海道立釧路芸術館で絵画展「巨匠たちの描く北の大地 ぐるっと漫遊・北海道」が開催され、純子の『厚田付近漁場風景』が展示される[178]。

- 2013年（平成25年）
  - 9月 - 純子の弟の暮尾淳が姉らについて書いた詩集『地球の上で』で丸山薫賞を受賞[139][157]。

- 2015年（平成27年）
  - 4月18日 - 北海道立文学館で特別展「没後1年 渡辺淳一の世界」が開催され、渡辺淳一と純子の恋と彼女の死などが取り上げられる[96][97]。

- 2016年（平成28年）
  - 3月17日 - 橋本奈々未主演によるテレビ番組『乃木坂46 橋本奈々未の恋する文学』の最終回で『阿寒に果つ』が取り上げられる[98]。

- 2019年（平成31年、令和元年）
  - 4月13日 - 初の回顧展「よみがえれ! とこしえの加清純子」が、札幌市の北海道立文学館で開催[7]。

- 2022年（令和4年）
  - 1月 - 特別展「『よみがえれ! とこしえの加清純子』再び」が北海道立文学館で開催[101]。